# Rue Karlova
Karlova est le nom d'une voie de Prague. Elle porte son nom d'après Charles IV.

## Situation et accès
Située dans la Vieille Ville, la rue serpente entre la Petite Place et la place Křižovnické. Place Křižovnické, elle passe par le pont Charles pour aller de Malá Strana à Mostecká. Sur la Petite Place, elle est reliée à la place de la Vieille Ville.
La rue Karlova est réservée aux piétons. 

## Historique
Elle fait partie de la fameuse Route Royale, empruntée par les souverains lors des couronnements.

## Bâtiments remarquables et lieux de mémoire
- Eglise Saint-Sauveur
- Chapelle Wallachian de l'Assomption
- Cathédrale Saint-Clément
- Clementinum
- Maison au puits d'or
- Maison des serpents dorés (n ° 181) - en 1714, inaugura le premier café de Prague
- Palais Colloredo-Mansfeld
- Maison à la couronne française
- Palais Pötting
- La maison d'édition Vladimír Žikeš était basée au palais Colloredo-Mansfeld (n°2) en 1941-1948 [1]
- Théâtre Ta Fantastika
- DISK Theatre, Théâtre Académie des Beaux-Arts
- Bibliothèque nationale de la République tchèque Clementinum (entrée latérale)

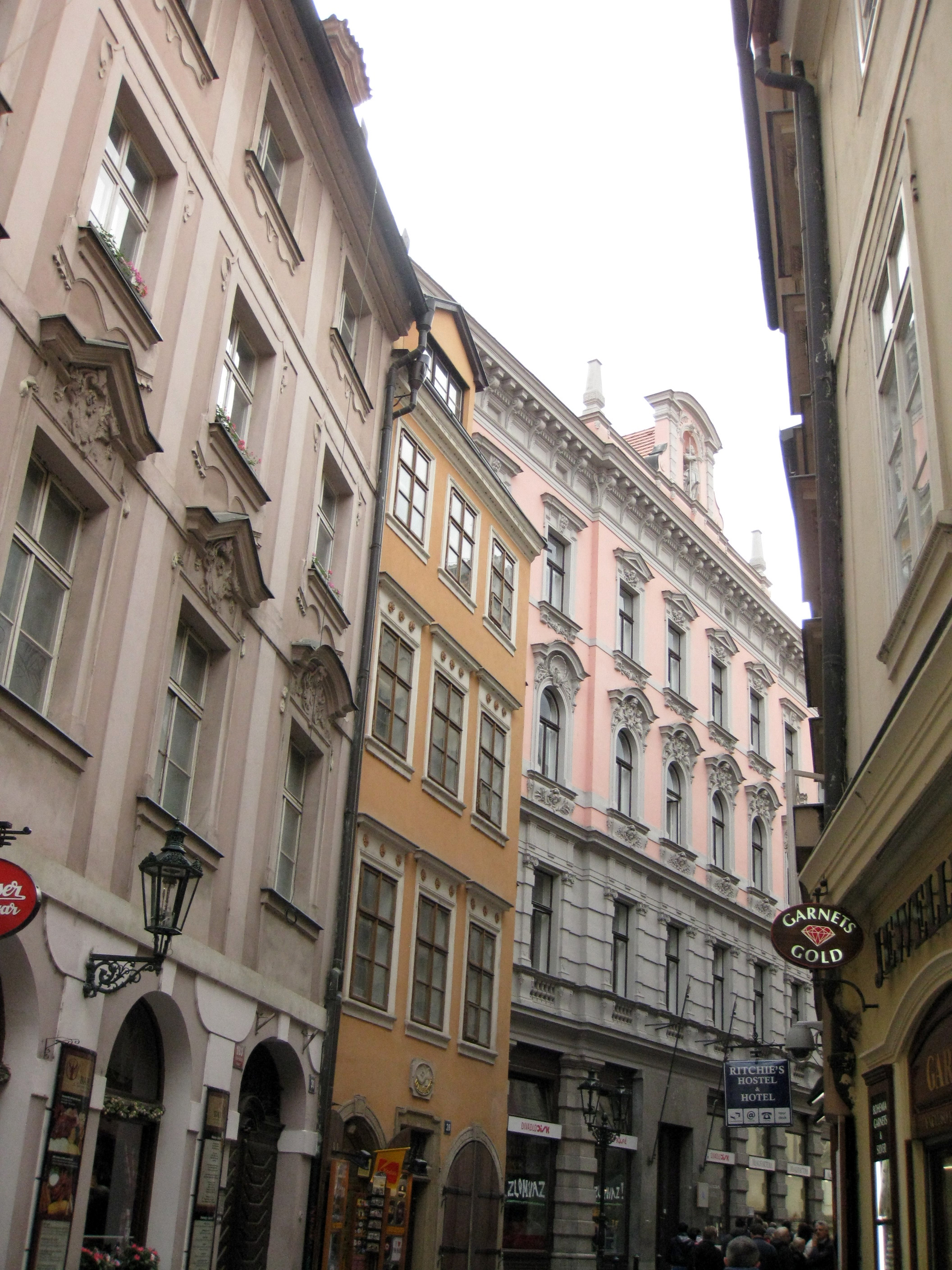
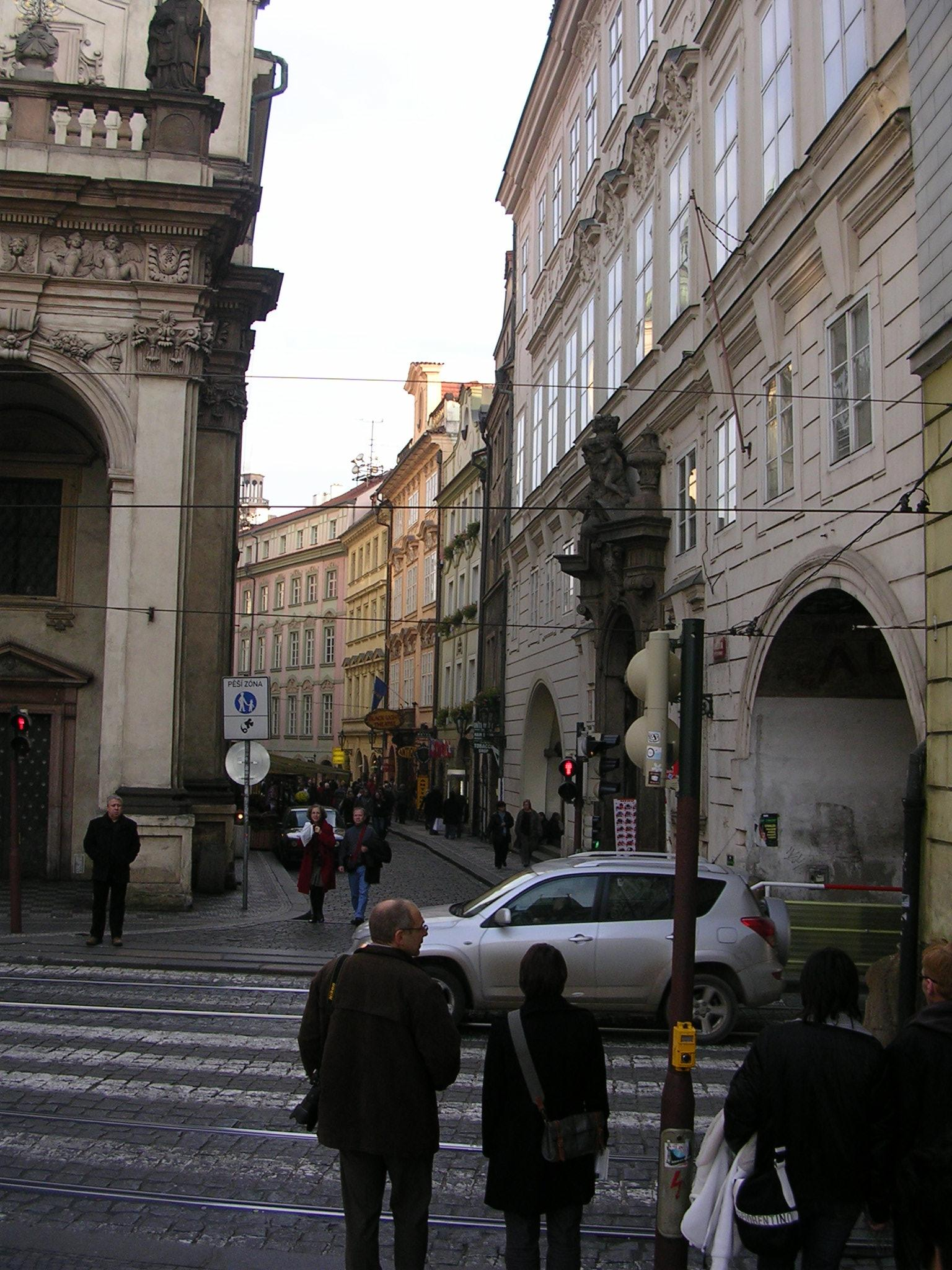
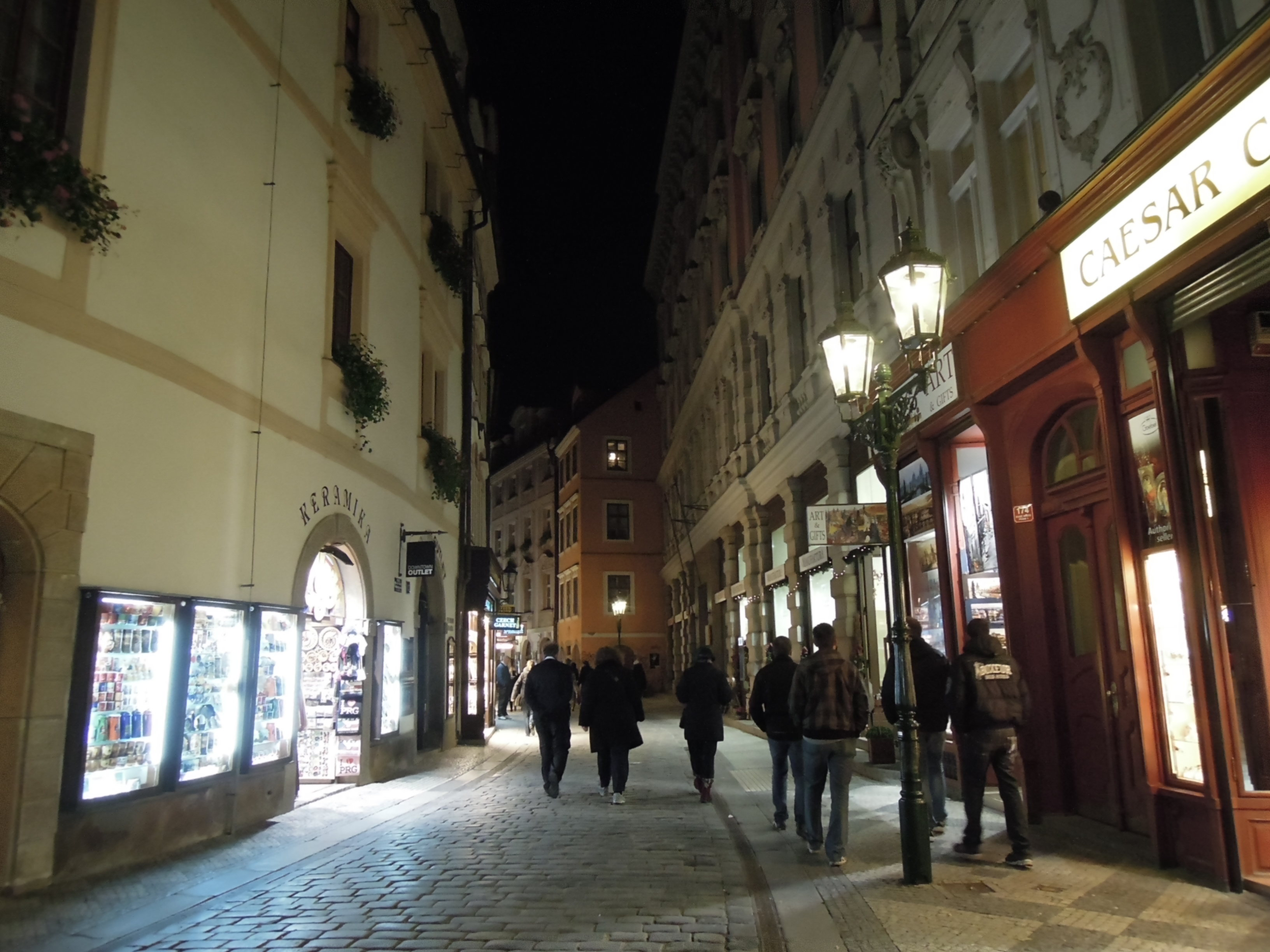